# 矢川澄子
矢川 澄子（やがわ すみこ、1930年7月27日 - 2002年5月29日）は、日本の作家・詩人・翻訳家。早くから天才少女として注目され、没後は「不滅の少女」と呼ばれた。

## 来歴・人物
教育学者・矢川徳光の5人姉妹の次女として東京府北豊島郡王子町大字王子312番地（現・東京都北区王子）に生まれ、生後まもなく、東京府北豊島郡高田町雑司ヶ谷7丁目1117番地（現・東京都豊島区雑司が谷）に転居。園児としてキリスト教系の幼稚園で過ごす。高田第五尋常小学校（現在の目白小学校）1年の時、1938年1月、東京市世田谷区新町に転居。深沢尋常小学校（現・世田谷区立深沢小学校）に転入。1943年、府立第十一高等女学校（現・東京都立桜町高等学校）に入学。1948年、同校を5年で卒業し、旧制の東京女子大学外国語科（後の英文科、当時は3年制）に入学、1951年に卒業。岩波書店の社外校正者を経て、1953年9月、新制学習院大学英文科3年に後期から編入学するも、まもなく独文科に転じ、関泰祐教授に師事。1954年、同人誌「未定」に参加。1955年3月、学習院大学独文学科卒業。同年4月、東京大学文学部美学美術史学科に学士入学したが1958年に中退。この間、1955年4月、岩波書店校正室のアルバイトで知り合った澁澤龍彦と交際を始める。澁澤の初対面の印象を矢川は「なんと鼻の高い色白の美少年が入ってきた」と語っている。矢川の最初の男性となったのも澁澤であった。当時、3年余りにわたって澁澤から送られた手紙を矢川は晩年も大事に保存していたが、公表はされていない。
1959年1月、澁澤龍彦と結婚。鎌倉市小町に住む。当時の心境について後年「ほんとに実家に見切りをつけて、親に背いて一人でふらふらしてるうちに、こんないい家族にめぐり会えたと思って、とっても嬉しかった。澁澤の母も大好きだったし。いまでも、あの苦労を共にした戦友みたいに思えるの」と語っている。結核で正業に就けない澁澤のため、看護婦代わりに献身的に尽くしていた。このころ、澁澤の要求で4度にわたって妊娠中絶を行い、その結果、子供を産めない体となった。みずからも妻に繰り返し妊娠中絶させていた埴谷雄高は自己批判をこめて「武田（泰淳）も澁澤も、本当に女房に対してはだめな男。僕の世代は本当にだめですよ。男性横暴で威張っている」「僕の女房も、百合子さんも矢川さんも本当にかわいそうだと思う」と発言している。松山俊太郎は、矢川が「子供を産みたいと思ったことはなかった」と言ってみたり「産みたかった」と言ってみたり態度が一貫しなかった点を捉え、矢川のことも批判している。このほか、澁澤は娼婦との妻妾同衾を矢川に要求したことがあると自ら認めている（丸山明宏との対談における澁澤の発言）。
1964年2月には、澁澤の新居の建設用地を澁澤の母とともに探し歩き、北鎌倉の借地を発見・契約している。1966年8月、新居落成に伴って澁澤と共に鎌倉市山ノ内へ転居。同年、矢川の下訳に基づく澁澤訳「O嬢の物語」（ポーリーヌ・レアージュ）が刊行される。この年、グスタフ・ルネ・ホッケの『迷宮としての世界』を種村季弘との共訳で美術出版社から上梓。
1968年4月、澁澤と協議離婚。離婚の原因については、俳人加藤郁乎と矢川との不倫が関わっていたとも言われている。酒席で澁澤と加藤が矢川に向かって「どっちがいい男か」と選択を迫ることもあった。澁澤の側も浮気をしており、そのことは澁澤の母も知っていたが、矢川が自分から家を出たことに対しては、澁澤の顔をつぶす行為として澁澤の母から許されなかった。澁澤の母はまた、澁澤の文名が上がってからは、貧困時代の澁澤家の思い出に矢川が言及することで澁澤のイメージが傷つくのを大変気にしていた。高橋たか子によると、澁澤は「澄子がいなくなった」と大声で泣いていたという。また矢川は谷川雁と結婚するのだと幸せな顔で、谷川の子供を生むことを楽しみにしていた、という。矢川が出奔するにあたっては、埴谷雄高の唆しがあったらしいと高橋は記している。
しかしその後、澁澤との離婚の意志につき谷川から誤解を受けたことが原因で、谷川との関係が破局を迎えた。谷川について矢川は後年「プラスの部分のスケールも大きいけれども、マイナス面のスケールも桁外れ」と評している。
離婚後は澁澤から、かつて2人で撮影したツーショットをことごとく鋏で真っ二つに切断されて送りつけられるという嫌がらせを受けた。また、離婚時には一切の財産分与を受けられなかった。この点を澁澤は松山俊太郎から問い質され「だって澄子はそれでいいって言ってたんだろ」と言った。矢川は「澁澤のために惜しむのよ」と言いつつ、「少し財産分与をしてくれたら、今まで孝行できなかった老いた二親にも少しは孝行できるから」とも言っていた。
東京都世田谷区赤堤に転居した後も澁澤と過ごした「鎌倉に戻りたい」と考え、当時東京都立大学に勤務していた種村季弘の研究室を毎日のように訪れて相談したが、結局その願いは叶わなかった。38歳にして自活を余儀なくされるようになったため、旧友の堀内路子の紹介で福音館書店の松居直と会い、ヤーノシュ『おばけリンゴ』を翻訳、1969年に同書を福音館書店から刊行し、文筆生活に入る。以後、英仏独の翻訳家としても活躍した。
1980年、谷川の招きで信州黒姫山（長野県上水内郡信濃町）に移住。矢川は谷川を「神様」と呼ぶほどに崇拝していた。1987年、死去直前の澁澤を病院に見舞った際「もう一度だけ、おにいちゃんとよばせてね」と澁澤にささやいた。このころは澁澤の母と和解し、澁澤の通夜にも出席した。
1989年から日本ファンタジーノベル大賞の選考委員を務める。1997年の鼎談では、池田香代子から「矢川さんはいまだに澁澤さんに惚れてる」と言われて「そう」と肯定し、「一度も澁澤を嫌いになったことがないんですよ」「結果的にはどうであれ、人生の一時期にしんじつ好きなひとのために生きたということは、めったにない幸せでね。その意味で私、とてもよかったと思ってるの。たのしい思い出だけ残ってるって感じ。いやなことなんて、すぐ忘れちゃうわよ」と発言している。この間、1996年8月、高橋たか子は黒姫の矢川宅に2泊したとき「たか子さん、自死ということを考えない?」と矢川から質問されている。また2001年には、松山俊太郎が矢川から「死にたい」との言葉を聞いている。
2002年5月29日朝、黒姫の自宅で縊死しているのが宅配便の配達人に発見される。扉は施錠されず、原マスミの音楽のカセットテープがリピートしていた。死の前日、原マスミや知久寿焼など知人たちに挨拶の電話をしていた。「すべての妹たちへ」と題する遺書が残されていたが、内容は遺族の意向により公表されていない。
姉はチェロ奏者井上頼豊と結婚。甥の井上鑑、義姪のやまがたすみこは共にミュージシャン。妹の小池一子はクリエイティブ・ディレクターで武蔵野美術大学造形学部教授。
ミュージシャン知久寿焼（元たま）とも交流があったことが知られ、1999年刊行の絵本『だるまさん千字文』では知久が挿絵を担当した。2001年発売のアルバム『しょぼたま』の大半は黒姫の矢川自宅にて収録されたものである。

## 著書

### 小説・詩
- 『架空の庭』（彌生書房） 1960年。大和書房 1974年 - 小説集
- 『ことばの国のアリス』（現代思潮社） 1974年 - 詩集
- 『アリス閑吟抄』（現代思潮社） 1980年 - 詩集
- 『詩のおくりもの1 愛の詩』（筑摩書房） 1981年 - 詞華集
- 『兎とよばれた女』（筑摩書房） 1983年。ちくま文庫 2008年- 長篇小説
- 『はる なつ あき ふゆ』（平山英三絵、福音館書店） 1984年 - 詩画集
- 『失われた庭』（青土社） 1994年 - 長篇小説
- 『矢川澄子作品集成』（書肆山田） 1998年 - 創作選集
- 『おみまい』（宇野亜喜良絵、ビリケン出版） 2001年
- 『受胎告知』（新潮社） 2002年 - 小説集

### エッセイ・評論
- 『静かな終末』（筑摩書房） 1977年 - エッセイ集
- 『わたしのメルヘン散歩』（新潮社） 1977年。ちくま文庫 1987年 - 児童文学者に関する評論集
- 『反少女の灰皿』（新潮社） 1981年 - エッセイ集
- 『風通しよいように…』（新宿書房） 1983年 - エッセイ集
- 『野溝七生子というひと 散けし団欒』（晶文社） 1990年 - 長篇エッセイ
- 『わたしの気まぐれ A to Z』（大和書房） 1994年 - 連作エッセイ
- 『おにいちゃん 回想の澁澤龍彦』（筑摩書房） 1995年 - エッセイ集
- 『「父の娘」たち 森茉莉とアナイス・ニン』（新潮社） 1997年 - エッセイ集
- 『アナイス・ニンの少女時代』（河出書房新社） 2002年 - 長篇エッセイ
- 『いづくへか』（筑摩書房） 2003年 - エッセイ集
- 『妹たちへ　矢川澄子ベスト・エッセイ』（ちくま文庫） 2021年 - 早川茉莉編

## 翻訳
- 『暦物語』（ブレヒト、現代思潮社） 1963年
- 『迷宮としての世界 マニエリスム美術』（グスタフ・ルネ・ホッケ、種村季弘共訳、美術出版社） 1966年、のち岩波文庫
- 『最後の夏』（R・フーフ、新書館） 1967年
- 『イルカの夏』（カテリーネ・アルフライ、岩波書店） 1969年
- 『クレーン』（ライナー・チムニク、福音館書店） 1969年
- 『たるの中から生まれた話』（シュトルム、学習研究社） 1969年、のち福武文庫
- 『タイコたたきの夢』（ライナー・チムニク、福音館書店） 1969年、のち『クレーン / タイコたたきの夢』として福武文庫
- 『ふしぎなマチルダばあや』（クリスチアナ・ブランド、エドワード・アーディゾーニ絵、学習研究社） 1970年
- 『ベーバとベーバ』（エリカ・リレッグ、学習研究社） 1970年
- 『こりすのホプシー』（ハンス・ピーター・ティール、講談社） 1971年
- 『あめのひ』（ユリー・シユルヴィッツ、福音館書店） 1972年
- 『まっくろネリノ』（ヘルガ・ガルラー、偕成社） 1973年
- 『ふたりと三びきの長い旅』（エリカ・リレッグ、学習研究社） 1973年
- 『ハイジ』（J・シュピーリ、福音館書店） 1974年
- 『キスなんて大きらい』（トミー・ウンゲラー、文化出版局） 1974年
- 『ぶたのしあわせ』（ヘレン・オクセンバリー、文化出版局） 1974年
- 『ねえさんといもうと』（シャーロット・ゾロトウ、福音館書店） 1974年
- 『ねずみのティモシー』（マルチーヌ・ブラン、偕成社） 1975年
- 『ラ・タ・タ・タム ちいさな機関車のふしぎな物語』（ペーター・ニクル、岩波書店） 1975年
- 『ハメルンの笛ふき』（ロバート・ブラウニング詩、ケート・グリーナウエイ絵、文化出版局） 1976年
- 『あれみるくかな?』（チャールズ・G・ショウ、ほるぷ出版） 1976年
- 『クリスマス・イブ』（マーガレット・W・ブラウン、ほるぷ出版） 1976年
- 『マザーグース・ファンタジー』（東逸子 銅版画、すばる書房） 1977年
- 『いつかはきっと…』（シャーロット・ゾロトウ文、アーノルド・ローベル絵、ほるぷ出版） 1977年
- 『ゴッケル物語』（クレメンス・ブレンターノ、月刊ペン社） 1977年
- 『アンジェロとロザリーヌ』（ベッティーナ、文化出版局） 1978年5月
- 『シュゼットとニコラ』1 - 6（市川里美、冨山房） 1978 - 1985年
- 『ジムとまめの木』（レイモンド・ブリッグズ、評論社） 1978年
- 『ゆめうりおじさん』（リーゼロッテ・シュヴァルツ、冨山房） 1978年
- 『パウル・クレー』（カタリン・デ・ヴァルタースキリヒェン、河出書房新社、シュルレアリスムと画家叢書、骰子の7の目 第8巻） 1978年
- 『にいさんといもうと』（シャーロット・ゾロトウ、岩波書店） 1978年
- 『月へ行った魔術師』（クリスチーナ・トゥルスカ、評論社） 1978年
- 『ジャンヌ・ダルク』（M・ブーテ・ド・モンヴェル、ほるぷ出版） 1978年
- 『てつだいなんてするものか』（クルト・バウマン、佑学社） 1979年
- 『風の妖精たち』（メアリ・ド・モーガン、岩波少年文庫） 1979年
- 『まほうのレンズ』（リチャード・ヒューズ、岩波書店） 1979年、のち岩波少年文庫
- 『スーパーうさぎ』（ヘルメ・ハイネ、佑学社） 1979年
- 『へんしんへんしん』（ヘルメ・ハイネ、佑学社） 1979年
- 『エドワルトの夢』（ウィルヘルム・ブッシュ、月刊ペン社） 1979年
- 『ジャングル学校』（リチャード・ヒューズ、岩波書店） 1979年
- 『ふしぎな角笛 ドイツのまざあぐうす』（ブレンターノ,アヒム・フォン・アルニム編、大和書房） 1979年、のち改題『少年の魔法のつのぶえ ドイツのわらべうた』（池田香代子共訳）岩波少年文庫 2000年
- 『わにくん』（ペーター＝ニクル、偕成社） 1980年
- 『けいとのつばさ』（キキ・ラドヴィッツ、佑学社） 1980年
- 『カタリンのなつやすみ』（ヘルメ・ハイネ、佑学社） 1980年
- 『ねずみのヘンリー』（マルチーヌ＝ブラン、偕成社） 1980年
- 『あさなゆうなに こどものための詩集1』（エレイン・モス選、冨山房） 1980年
- 『ゆうかんになったユージン』（エレン・コンフォード、国土社） 1980年
- 『おひとよしのくま』（ジーナ・リュック＝ポーケ、メルヘン社） 1980年
- 『ろばくん一代記』（フィリップ・デュマ、文化出版局） 1981年
- 『セーヌの釣りびとヨナス』（ライナー・チムニク、童話屋） 1981年、のち『セーヌの釣りびとヨナス / いばりんぼの白馬』（福武文庫） 1991年
- 『うまにのったお人形』（マックス・ボリガー、メルヘン社） 1981年
- 『ほたるの子ミオ』（マックス・ボリガー、メルヘン社） 1981年
- 『朝をよぶ声』（マックス・クルーゼ、メルヘン社） 1981年
- 『どうぶつたちのおめしかえ』（パスカル・アラモン、福武書店） 1982年
- 『いちばんぼしみつけた こどものための詩集2』（シンシア・ミッチェル選、冨山房） 1982年
- 『アルプスの花物語』（エルンスト・クライドルフ、童話屋） 1982年
- 『妖精たち小人たち』（クライドルフ、童話屋） 1982年
- 『フォックスおくさまのむこえらび』（コリン夫妻、ほるぷ出版） 1983年
- 『花を棲みかに』（クライドルフ、童話屋） 1983年
- 『賢者の贈り物』（オー・ヘンリー、 冨山房） 1983年
- 『ふしぎな子』（E.T.A.ホフマン、冨山房） 1985年
- 『若草物語』（L.M.オールコット、福音館書店） 1985年
- 『ゆきのプレゼント』（ベアトリス・シェンク・ド・レーニエ文、ライナー・チムニク絵、童話屋） 1986年
- 『しろくまくん、どこへ?』（ハンス・ド＝ビア、童話屋） 1987年
- 『アーサー・サヴィル卿の犯罪』（オスカー・ワイルド、小野協一共訳、国書刊行会） 1988年
- 『妖精の国で』（W・アリンガム、ちくま文庫） 1988年
- 『12月くんの友だちめぐり』（ミーシャ・ダミヤン、西村書店） 1988年
- 『アーサーと北風』（カルメン・デ・ポサダス・マニェ、原生林） 1989年
- 『むぎばたけ』（アリスン・アトリー、福音館書店） 1989年
- 『しろくまくん、つれてって!』（ハンス・ド・ビア、童話屋） 1990年
- 『ひとりっこのオリー』（バーニー・ボス、童話屋） 1990年
- 『不思議の国のアリス』（ルイス・キャロル、新潮社） 1990年、のち新潮文庫
- 『鏡の国のアリス』（ルイス・キャロル、新潮社） 1991年、のち新潮文庫
- 『子供の十字軍』（ベルトルト・ブレヒト、マガジンハウス） 1992年
- 『おおきなリスとちいさなサイ』（ミーシャ・ダミヤン、童話屋） 1993年
- 『しまうまのしゃっくり』（デーヴィッド・マッキー、徳間書店） 1995年
- 『フィオナの海』（ロザリー・K・フライ、集英社） 1996年
- 『フィオリモンド姫の首かざり』（メアリ・ド・モーガン、岩波少年文庫） 1996年
- 『針さしの物語』（メアリ・ド・モーガン、岩波少年文庫） 1997年
- 『てんごく』（ニコラス・アラン、河合楽器製作所・出版事業部） 1998年
- 『帰ってきた星の王子さま』（ジャン・ピエール・ダヴィッド、メディアファクトリー） 1998年
- 『花の名物語100』（ダイアナ・ウェルズ、大修館書店） 1999年
- 『シェイクスピア物語』（チャールズ・ラム、岩波少年文庫） 2001年
- 『そらへのぼったおばあさん』（サイモン・パトック、徳間書店） 2001年
- 『オテサーネク』（エヴァ・シュヴァンクマイエロヴァー、水声社） 2001年
- 『ゆうかんになったユージン』（エレン・コンフォード、リブリオ出版） 2002年
- 『スナグルポットとカドルパイ 森の精霊の冒険ファンタジー』（メイ・ギブス、メディアファクトリー） 2002年
- 『小鳥たち』（アナイス・ニン、新潮社） 2003年、のち新潮文庫

### ポール・ギャリコ
- 『トンデモネズミ大活躍』（ポール・ギャリコ、岩波書店） 1970年
- 『さすらいのジェニー』（ポール・ギャリコ、学習研究社） 1971年、のち角川文庫
- 『雪のひとひら』（ポール・ギャリコ、新潮社） 1975年、のち新潮文庫
- 『ほんものの魔法使 罪のないお話』（ポール・ギャリコ、大和書房） 1976年、のちちくま文庫、のち創元推理文庫
- 『七つの人形の恋物語』（ポール・ギャリコ、角川文庫） 1978年
- 『トマシーナ』（ポール・ギャリコ、角川文庫） 1980年、のち改題『まぼろしのトマシーナ』（大和書房） 1984年
- 『スノーグース』（ポール・ギャリコ、王国社） 1988年、のち新潮文庫
- 『ザ・ロンリー』（ポール・ギャリコ、前沢浩子共訳、王国社） 1992年、のち新潮文庫
- 『「きよしこの夜」が生まれた日』（ポール・ギャリコ、大和書房） 1994年

### ビネッテ・シュレーダー
- 『こんにちはトラクター・マクスくん』（ビネッテ・シュレーダー、岩波書店） 1973年
- 『お友だちのほしかったルピナスさん』（ビネッテ・シュレーダー、岩波書店） 1976年
- 『ぞうさんレレブム』（ビネッテ・シュレーダー、岩波書店） 1978年
- 『アーチボルドのほっぺた』（ビネッテ・シュレーダー、ほるぷ出版） 1979年

### ジャン・ド・ブリュノフ
- 『ぞうのババール こどものころのおはなし』（ジャン・ド・ブリュノフ、評論社） 1974年
- 『ババールのしんこんりょこう』（ブリュノフ、評論社） 1974年
- 『おうさまババール』（ブリュノフ、評論社） 1974年
- 『ババールといたずらアルチュール』（ブリュノフ、評論社） 1975年
- 『ババールとりのしまへ』（ブリュノフ、評論社） 1975年
- 『ババールのひっこし』（ブリュノフ、評論社） 1975年
- 『ババールのはくらんかい』（ブリュノフ、評論社） 1975年
- 『ババールとグリファトンきょうじゅ』（ブリュノフ、評論社） 1975年
- 『ババールとサンタクロース』（ブリュノフ、評論社） 1988年

### ヤーノシュ
- 『おばけリンゴ』（ヤーノシュ、福音館書店） 1969年
- 『パナマってすてきだな』（ヤーノシュ、あかね書房） 1979年
- 『ヨーザとまほうのバイオリン』（ヤーノシュ、偕成社） 1981年
- 『ゆきだるまのおきゃくさま』（ヤーノシュ、偕成社） 1982年

### ミヒャエル・エンデ
- 『森の賢者ヒダエモン』（ミヒャエル・エンデ、河出書房新社） 1984年
- 『サーカス物語』（エンデ、岩波書店） 1984年
- 『オフェリアと影の一座』（ミヒャエル・エンデ、岩波書店） 1988年
- 『はだかのサイ』（ミヒャエル・エンデ、岩波書店） 1988年